# Red Ensign

O Red Ensign oficial.

"Red Ensign" ou "Red Duster", são designações populares (em inglês) do "pavilhão" (vexilologia) civil do Reino Unido da Grã-Bretanha e Irlanda do Norte desde 1801 (oficialmente) até os dias de hoje.
Ela é uma das bandeiras britânicas e é usada em sua forma mais pura ou adornada (com um distintivo ou outro emblema), geralmente na metade direita.
É o pavilhão ostentado nos navios mercantes ou de passageiros britânicos desde 1707, apesar de algumas contestações recentes.

### Inglaterra (pré-1707)

### Escócia (pré-1707)

## Histórico

### Grã-Bretanha (1707–1800)
Com a união legislativa da Inglaterra e da Escócia, em 1707, a pequena marinha escocesa real chegou ao fim como uma força separada, e as cores da "União" (batizada de "Union Jack"), inventadas quando da união das duas coroas cem anos antes, foram inseridas em todas as bandeiras navais e mercantis. Uma ordem no Conselho de 21 de julho de 1707, estabeleceu como bandeiras navais do estandarte real, a bandeira da União e "a bandeira indicada por sua Majestade desde a referida União dos dois Reinos", que a partir dos rascunhos coloridos anexados à ordem ficou conhecida como "Red Ensign". As bandeiras branca e azul não são mencionadas nesta ordem; evidentemente, a bandeira vermelha era considerada sozinha como a bandeira legal da Grã-Bretanha e os outros como meras variações para fins táticos.

Versão padrão oficial na proporção 1:2.

A bandeira foi hasteada por navios das Treze Colônias na América do Norte antes da Revolução Americana. A modificação da bandeira foi usada para expressar o descontentamento dos colonos antes e durante o início da revolução. Isso pode ser visto tanto na bandeira de Taunton quanto na bandeira George Rex. Também formou a base da Grande Bandeira da União de 1775 a 1776, que serviu como a primeira bandeira nacional americana, embora diferisse ligeiramente da Bandeira Vermelha principal, pois possuía uma "Union Jack" quadrada no cantão.

Versão usada na América Britânica, incluindo as Treze Colônias, com o símbolo da "União", quadrado.

### Red Duster
A expressão Red Duster, ganhou força durante a Segunda Guerra Mundial, quando o "Espanador Vermelho" mantinha as mercadorias circulando.

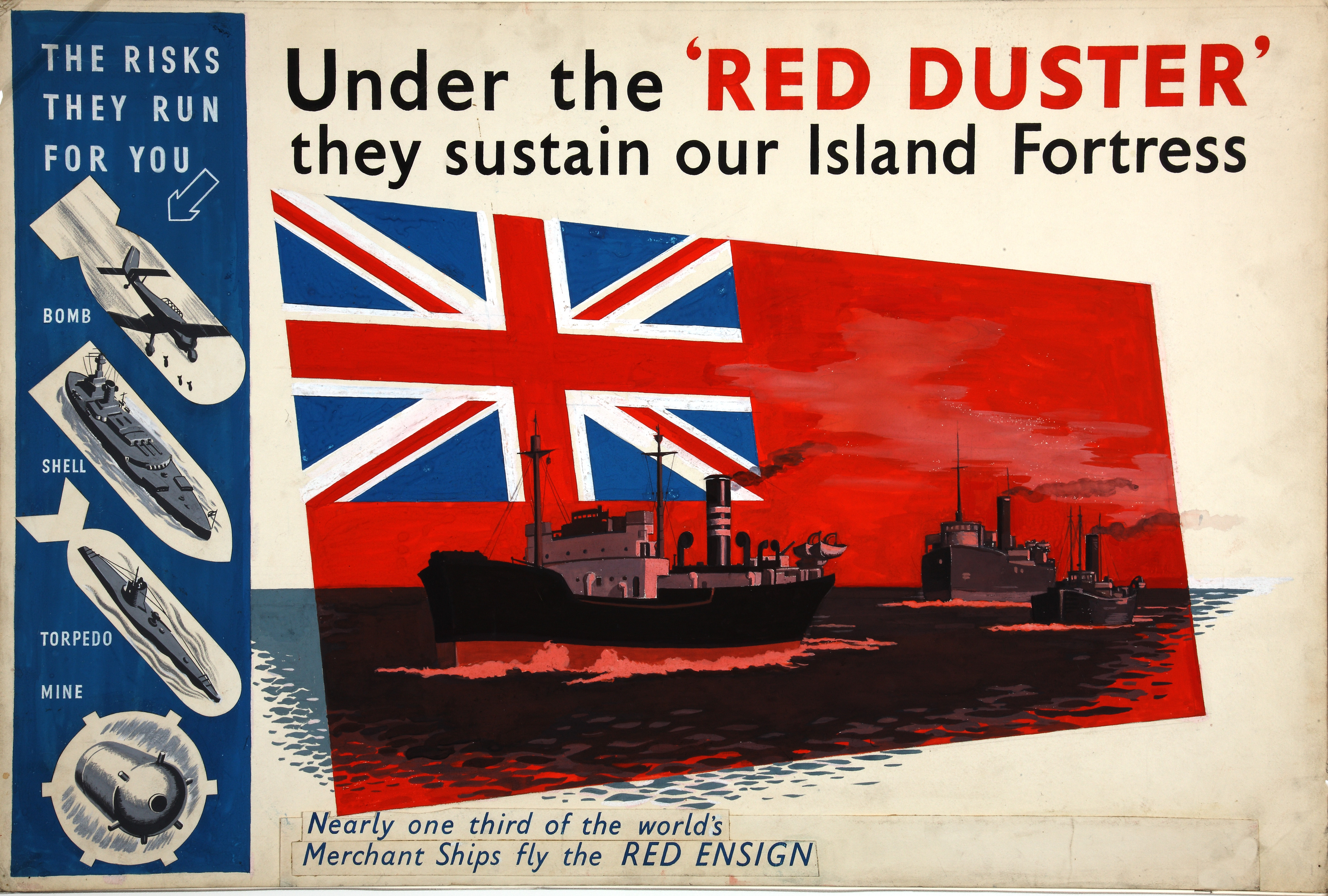